# 烏托邦 (馬)
烏托邦（日语：ユートピア），是日本出生的日本及阿聯酋純種競賽馬匹。生涯稱霸泥地賽事，曾勝出2002年全日本兩歲優駿，於2003年勝出打吡大獎賽後，更於2004及2005年連霸一哩冠軍南部盃。另外，其遠征海外的戰績亦不俗，如於2006年曾勝出阿聯酋的高多芬一哩賽。

## 出賽前
2000年3月1日出生於北海道早來町（今安平町）北部牧場，成長途中於拍賣會尚被馬主金子真人以5355萬日圓購入。
其後交由栗東訓練中心練馬師橋口弘次郎訓練。

## 競賽生涯

### 2歲
2002年11月3日出戰京都競馬場2歲新馬戰，於其中未能脫穎而出取得第五。
11月17日轉往泥地戰線，出戰另一場2歲新馬戰，最終憑借優秀的末腳速度下於直路不斷衝刺，最終以拋離第二名9馬位的姿態奪得首勝。
其後出戰公開賽仙客來錦標，本次比賽採用領放戰術下順利帶出，進入直路其更繼續加速，最終以6馬位大勝。
12月25日出戰全日本兩歲優駿，賽前獲得第一人氣。比賽開始後，其迅速搶佔位置進行領放，並於比賽途中一直維持領先的姿態。進入直路後，縱然一直跟隨於烏托邦後方的Ace in the Race不斷壓迫，但其仍然可以保持輕鬆姿態抵擋對手的壓力，最終以4馬位優勢取得首個一級賽冠軍。

### 3歲
進入2003年，其原定繼續於泥地戰線上行進並遠征阿聯酋出戰阿聯酋打吡。然而由於美英聯軍於3月20日進攻伊拉克，伊拉克戰爭爆發夏使中東局勢急速惡化，亦導致新加坡至杜拜的航線被取消，因而日本陣營無法前往比賽場地，迫不得已下取消遠征計劃。
鑒於以上的變故，陣營決定安排其重返草地戰線並以每日盃作爲年度首戰，比賽途中其一直保持於領先的位置，可惜於直路上稍微力弱下被後方的Takara Shaadi超越，最終1 1/4馬位差距落敗。
其後出戰NHK一哩賽，本次比賽採用居中戰術下雖然於直路展現不俗的加速力，但最終亦未能戰勝勝賢等對手，以第四的戰績完賽。
於草地戰線稍爲失利後，陣營認爲其於泥地賽事的表現更佳，因而安排其再度轉往泥地戰線，並以6月7日的麒麟錦標作爲目標，比賽開始後，其迅速搶佔位置並於內欄第四左右等待時機，通過彎道後隨即發力爬升。進入直路後，其繼續保持發力的姿態不斷加速，最終跑出全場最佳末腳下成功奪冠。
7月8日挑戰日本泥地打吡，本次比賽其選擇跟隨於領放馬Nike a Delight後方推進。進入直路後，其再度發揮不俗的力量進行加速，雖然成功超越Nike a Delight取得短暫的領先，但隨即即被Big Wolf追上，最終以第二落敗。
其後出戰打吡大獎賽，雖然於日本泥地打吡未能奪魁，但於此戰賽前仍然可以奪得第一人氣。比賽開始後，其盤踞於第四的有利位置保留體力，並於前兩個彎道時一直維持較慢的節奏。通過第二彎道進入對面直路後，其響應騎師安藤勝己的指揮逐步加速，於通過第四彎道時經已進佔第二的位置。進入直路後，其繼續以凌厲的姿態加速衝刺，最終不斷拋離對手下以3馬位優勢再度奪得一級賽冠軍。
完賽後進入短暫放草以調整狀態，並於11月復出開始挑戰一衆年長馬匹，然而未能發揮原本水準之下於日本育馬場盃經典賽及日本盃泥地大賽分別以第十及第十二大敗。

### 4歲
2004年年初其出戰草地賽事京都金盃，於其中不敵我心聲及響尾蛇取得第三。
其後亦不斷出戰二月錦標、打吡公爵挑戰盃、安田紀念及北九州紀念等賽事但無一掄元。
進入秋季後，陣營安排其出戰一哩冠軍南部盃，務求其於地方賽場有所突破。比賽開始後，其以領放的姿態於隊伍最前方帶領馬群前進，並於比賽途中一直保持於內欄位置減省腳程。進入直路後，縱然其於比賽初段以較快的步速領放，但其仍然留有足夠的體力繼續加速，最終不斷衝刺之下成功阻止後方尊師重道的追擊，以1/2馬位優勢奪得冠軍。
其後再度挑戰日本育馬場盃經典賽及日本盃泥地大賽，但表現平平之下分別以第四及第六落敗。
12月29日出戰東京大賞典，比賽初段其以先行的狀態保持於第二的位置，雖然比賽途中一直維持良好節奏並不斷發力，但仍然未能於直路上縮窄和領放馬三雄判令的距離，最終以3馬位之差敗於對手取得第二。

### 5歲
2005年年初其出戰二月錦標，本次比賽未能搶佔先頭位置下需要留後，雖然於進入直路後嘗試加速衝刺，但一直受阻之下未能突破，最終以第十五大敗。
其後三月錦標及杜若紀念，於兩場比賽內均跑回以往的水準，最終分別獲得第三及第四的不俗戰績。
6月5日陣營認爲其於一哩的距離尚有良好的表現，因而安排其出戰安田紀念，然而於比賽途中不斷失速，最終以第十四大敗。
完成安田紀念2星期後以帝王賞爲目標，比賽初段成功搶佔位置下於第三展開比賽，但於通過第三彎道時突然收晚墮後，於第四彎道時處於約莫第八的位置。進入直路後，騎師安藤加鞭指揮其重新加速，最終憑借不俗的衝勁下跑獲一直第四。
進入秋季後以一哩冠軍南部盃作爲目標，賽前落後Personal Rush及時間悖論取得第三人氣。比賽開始後，其以絕佳的反應成功佔先領放，時間悖論處於先頭，而Personal Rush則於中團位置逐步推進。進入直路後，烏托邦仍然保持自身的節奏於前方行進，並開始加速逐步拉開和後方賽駒的距離。最終於凌厲衝刺之下，其成功以1 1/4馬位優勢戰勝一直位處第二的尋鑽寶奪冠，成爲第二匹連霸此賽事的賽駒。
贏得一哩冠軍南部盃後其於年間繼續出戰其他賽事，雖然於日本育馬場盃經典賽中獲得亞軍，但其後出戰日本盃泥地大賽及東京大賞典僅獲得第八及第五。

### 6歲
2006年其以二月錦標作爲年度首戰，比賽途中一直守住第三的位置順利推進，並於通過彎道進入直路時候稍微加速準備爬升。進入直路後，雖然其一直處於衝刺狀態並展現優秀的勢頭，但最終仍然未能壓制一同衝出的尋鑽寶，亦被後上的雷神精靈超越，以第三完賽。
其後陣營決定安排其遠征阿聯酋出戰高多芬一哩賽，於比賽途中其以凌厲的姿態掌握節奏，並於進入直路後一舉加速戰勝其他對手取得勝利，成爲首匹贏得海外泥地分級賽的日本賽駒。
由於其在高多芬一哩賽的表現過於驚異，其被阿拉伯聯合酋長國副總統兼總理、杜拜謝赫穆罕默德·本·拉希德·阿勒馬克圖姆酋長相中並有意讓其轉藉阿聯酋。最終其於於5月2日以400萬美金被酋長購入，正式成爲酋長旗下賽馬集團高多芬的賽駒，並進入阿聯酋練馬師蘇萊的馬房。
轉藉阿聯酋後首戰原定爲美國的育馬者盃一哩大賽或育馬者盃經典大賽，然而受到調整不佳等因素下最終避戰。
其後烏托邦亦收到日本中央競馬會有關日本盃泥地大賽的出戰邀請，有望以外隊馬的身份重返日本賽場，但最終陣營於11月9日婉拒邀請，導致烏托邦於年間未有再出戰任何賽事。

### 7歲
2007年狀態完全挑戰後於5月出戰美國的威徹斯特讓賽，縱然本次比賽爲其時隔1年2個月的賽事，但其仍然以優秀的姿態奪得轉藉後的首勝。
其後原定以大都會讓賽作爲其轉藉後的首場一級賽，但腳部受到收到感染下無奈避戰。
休養過後於10月5日出戰二級賽美度蘭斯盃讓賽，但未能追上前方對手下以第六落敗。
11月17日出戰史岱文森讓賽，最終僅敗於Hunting取得第二。
賽後，陣營考慮其年齡之因素，最終決定安排其退役。

### 詳細賽績
| 日期       | 舉辦國家 | 馬場     | 距離   | 級別   | 賽事名稱           | 負重 | 騎師          | 馬號 | 出馬 | 名次 | 時間   | 頭馬（二馬）        |
| ---------- | -------- | -------- | ------ | ------ | ------------------ | ---- | ------------- | ---- | ---- | ---- | ------ | ------------------- |
| 3/11/2002  | 日本     | 京都     | 草1400 |        | 2歲新馬            | 54   | 武豐          | 10   | 17   | 5    | 1:24.5 | Hyuma               |
| 17/11/2002 | 日本     | 京都     | 泥1400 |        | 2歲新馬            | 54   | 安藤勝己      | 10   | 15   | 1    | 1:25.8 | （Eishin Asozan）   |
| 8/12/2002  | 日本     | 阪神     | 泥1400 | OP     | 仙客來錦標         | 55   | 小牧太        | 4    | 7    | 1    | 1:24.5 | （Sachino Glory）   |
| 25/12/2002 | 日本     | 川崎     | 泥1600 | 地方GI | 全日本兩歲優駿     | 54   | 河内洋        | 2    | 11   | 1    | 1:42.4 | （Ace in the Race） |
| 29/3/2003  | 日本     | 阪神     | 草2000 | GIII   | 每日盃             | 57   | 武豐          | 3    | 13   | 2    | 2:00.1 | Takara Shaadi       |
| 11/5/2003  | 日本     | 東京     | 草1600 | GI     | NHK一哩賽          | 57   | 安藤勝己      | 11   | 18   | 4    | 1:34.6 | 勝賢                |
| 7/6/2003   | 日本     | 東京     | 泥1600 | GIII   | 麒麟錦標           | 56   | 安藤勝己      | 14   | 16   | 1    | 1:35.8 | （V Rocky）         |
| 8/7/2003   | 日本     | 大井     | 泥2000 | 地方GI | 日本泥地打吡       | 56   | 安藤勝己      | 10   | 13   | 2    | 2:04.9 | Big Wolf            |
| 23/9/2003  | 日本     | 盛岡     | 泥2000 | 地方GI | 打吡大獎賽         | 56   | 安藤勝己      | 13   | 14   | 1    | 2:07.6 | （Big Wolf）        |
| 3/11/2003  | 日本     | 大井     | 泥2000 | 地方GI | 日本育馬場盃經典賽 | 55   | 武豐          | 10   | 15   | 10   | 2:07.2 | 尊師重道            |
| 29/11/2003 | 日本     | 東京     | 泥2100 | GI     | 日本盃泥地大賽     | 55   | 武豐          | 14   | 16   | 10   | 2:12.3 | 船街舞者            |
| 5/1/2004   | 日本     | 京都     | 草1600 | GIII   | 京都金盃           | 56   | 四位洋文      | 10   | 16   | 3    | 1:33.3 | 我心聲              |
| 2/22/2004  | 日本     | 東京     | 泥1600 | GI     | 二月錦標           | 57   | 四位洋文      | 4    | 16   | 8    | 1:37.5 | 尊師重道            |
| 4/4/2004   | 日本     | 中山     | 草1600 | GIII   | 打吡公爵挑戰盃     | 56.5 | 四位洋文      | 5    | 15   | 7    | 1:34.1 | 礦之晨              |
| 6/6/2004   | 日本     | 東京     | 草1600 | GI     | 安田紀念           | 58   | 四位洋文      | 12   | 18   | 4    | 1:32.9 | 鶴丸小子            |
| 18/7/2004  | 日本     | 小倉     | 草1800 | GIII   | 北九州紀念         | 57   | 安藤勝己      | 13   | 13   | 5    | 1:44.5 | Daitaku Bertram     |
| 11/10/2004 | 日本     | 盛岡     | 泥1600 | 地方GI | 一哩冠軍南部盃     | 57   | 横山典弘      | 2    | 12   | 1    | 1:35.9 | （尊師重道）        |
| 3/11/2004  | 日本     | 大井     | 泥2000 | 地方GI | 日本育馬場盃經典賽 | 57   | 横山典弘      | 2    | 13   | 4    | 2:03.3 | 尊師重道            |
| 28/11/2004 | 日本     | 東京     | 泥2100 | GI     | 日本盃泥地大賽     | 57   | 杜滿萊        | 5    | 16   | 6    | 2:09.6 | 時間悖論            |
| 29/12/2004 | 日本     | 大井     | 泥2000 | 地方GI | 東京大賞典         | 57   | 横山典弘      | 11   | 14   | 2    | 2:03.2 | 三雄判令            |
| 20/2/2005  | 日本     | 東京     | 泥1600 | GI     | 二月錦標           | 57   | 横山典弘      | 9    | 15   | 15   | 1:37.3 | 名將球手            |
| 27/3/2005  | 日本     | 中山     | 泥1800 | GIII   | 三月錦標           | 59   | 安藤勝己      | 3    | 16   | 3    | 1:52.2 | Koolinger           |
| 3/5/2005   | 日本     | 名古屋   | 泥1400 | GIII   | 杜若紀念           | 59   | 安藤勝己      | 11   | 12   | 4    | 1:27.6 | Yoshinoichibambosi  |
| 5/6/2005   | 日本     | 東京     | 草1600 | GI     | 安田紀念           | 58   | 安藤勝己      | 14   | 18   | 14   | 1:33.0 | 淺草田園            |
| 29/6/2005  | 日本     | 大井     | 泥2000 | 地方GI | 帝王賞             | 57   | 安藤勝己      | 2    | 13   | 4    | 2:04.5 | 時間悖論            |
| 10/10/2005 | 日本     | 盛岡     | 泥1600 | 地方GI | 一哩冠軍南部盃     | 57   | 安藤勝己      | 12   | 14   | 1    | 1:36.7 | （尋鑽寶）          |
| 3/11/2005  | 日本     | 大井     | 泥1900 | 地方GI | 日本育馬場盃經典賽 | 57   | 安藤勝己      | 1    | 12   | 2    | 2:01.1 | 時間悖論            |
| 26/11/2005 | 日本     | 東京     | 泥2100 | GI     | 日本盃泥地大賽     | 57   | 安藤勝己      | 8    | 15   | 8    | 2:09.4 | 雷神精靈            |
| 29/12/2005 | 日本     | 大井     | 泥2000 | 地方GI | 東京大賞典         | 57   | 安藤勝己      | 8    | 15   | 8    | 2:04.7 | 三雄判令            |
| 19/2/2006  | 日本     | 東京     | 泥1600 | GI     | 二月錦標           | 57   | 安藤勝己      | 3    | 16   | 3    | 1:35.4 | 雷神精靈            |
| 25/3/2006  | 阿聯酋   | 詩柏     | 泥1600 | GII    | 高多芬一哩賽       | 57   | 武豐          | 1    | 10   | 1    | 1:35.9 | （Win River Win）   |
| 2/5/2007   | 美國     | 雅佳特   | 泥1600 | GIII   | 威徹斯特讓賽       | 53   | Michael Luzzi | 1    | 5    | 1    | 1:33.2 | （Sun King）        |
| 5/10/2007  | 美國     | 美度蘭斯 | 泥1800 | GII    | 美度蘭斯盃錦標     | 54   | Michael Luzzi | 1    | 5    | 6    | 1:50.7 | Diamond Stripes     |
| 17/11/2007 | 美國     | 雅佳特   | 泥1800 | GIII   | 史岱文森讓賽       | 53   | Michael Luzzi | 4    | 6    | 2    | 1:48.3 | Hunting             |

## 退役後
退役後，烏托邦成爲了配種馬，於美國紐約州薩拉托加泉McMahon of Saratoga Thoroughbreds休養，在2008年進行配種，配種費爲7500美金，首批子嗣於2009年出生。首批子嗣可於2011年出賽。
2010年，其被轉移至德克薩斯州Mcdermott Ranch Texas，於此地進行配種，並於2012年返回McMahon of Saratoga Thoroughbreds。
2014年6月，其被土耳其之馬販購入，因而前往貝沙省卡拉賈貝伊卡拉賈貝伊國家牧場休養，在2015年開始於此地工作。
2015年7月6日，其突然因心臟病發於馬房內死亡，享年15歲。

## 血統簡介
父系Forty Niner爲美國賽駒，曾勝出多場一級賽，退役後成爲優秀種馬，現已確立爲一支獨立的系統。祖父淘金者爲美國著名種馬，於近代擁有巨大影響力，和加拿大種馬北地舞人被譽爲兩大改變世界賽馬的偉大種馬。
母系Dream Vision爲日本馬匹，生涯無出賽紀錄。外祖父北方風味爲加拿大賽駒，於當地有不俗的戰績，退役後被社台集團引進日本作爲配種馬使用，於週日寧靜引入前一度爲日本最成功的種馬，於與當時象徵牧場的巴索隆齊名。

### 血統表
| 父線：Forty Niner系（淘金者系）                                |                         |                  |                  |
| 種馬 Forty Niner 1985年（棗色）                                | 淘金者 1970年（棗色）   | Raise a Native   | 天才舞者         |
| 種馬 Forty Niner 1985年（棗色）                                | 淘金者 1970年（棗色）   | Raise a Native   | Raise You        |
| 種馬 Forty Niner 1985年（棗色）                                | 淘金者 1970年（棗色）   | Gold Digger      | Nashua           |
| 種馬 Forty Niner 1985年（棗色）                                | 淘金者 1970年（棗色）   | Gold Digger      | Sequence         |
| 種馬 Forty Niner 1985年（棗色）                                | File 1976年（棗色）     | Tom Rolfe        | 里博             |
| 種馬 Forty Niner 1985年（棗色）                                | File 1976年（棗色）     | Tom Rolfe        | Pocahontas       |
| 種馬 Forty Niner 1985年（棗色）                                | File 1976年（棗色）     | Continue         | Double Jay       |
| 種馬 Forty Niner 1985年（棗色）                                | File 1976年（棗色）     | Continue         | Courtesy         |
| 繁殖雌馬 Dream Vision 1986年（棗色）                           | 北方風味 1971年（栗色） | 北地舞人         | 新北區           |
| 繁殖雌馬 Dream Vision 1986年（棗色）                           | 北方風味 1971年（栗色） | 北地舞人         | Natalma          |
| 繁殖雌馬 Dream Vision 1986年（棗色）                           | 北方風味 1971年（栗色） | Lady Victoria    | Victoria Park    |
| 繁殖雌馬 Dream Vision 1986年（棗色）                           | 北方風味 1971年（栗色） | Lady Victoria    | Lady Angela      |
| 繁殖雌馬 Dream Vision 1986年（棗色）                           | Honey Dreamer           | Dewan            | 勇者帝王         |
| 繁殖雌馬 Dream Vision 1986年（棗色）                           | Honey Dreamer           | Dewan            | Sunshine Nell    |
| 繁殖雌馬 Dream Vision 1986年（棗色）                           | Honey Dreamer           | Honeysuckle Vine | Tom Fool         |
| 繁殖雌馬 Dream Vision 1986年（棗色）                           | Honey Dreamer           | Honeysuckle Vine | Sweet Clementine |
| 雌系：號族：23-b                                               |                         |                  |                  |
| 五代內近親交配：天才舞者 4×5、Lady Angela 4×5、Nasrullah 5×5×5 |                         |                  |                  |

## 命名由來
名字Utopia（ユートピア）來自英格蘭哲學家及作家湯馬士·摩亞的同名著作《烏托邦》。

## 外部連結
- 烏托邦 netkeiba.com （页面存档备份，存于）
- 血統表 （页面存档备份，存于）